# Nephrurus levis
Espèce
Statut de conservation UICN

 LC  : Préoccupation mineure
Nephrurus levis est une espèce de geckos de la famille des Carphodactylidae.

## Répartition
Cette espèce est endémique d'Australie. Elle se rencontre en Australie-Occidentale, en Australie-Méridionale, au Territoire du Nord, au Queensland et en Nouvelle-Galles du Sud.

## Description
Ces geckos ont une apparence particulière. Ils ont de gros yeux, avec des replis de peau au-dessus leur donnant l'air « chagriné ». Ils ont une queue très courte et massive, et une tête relativement grosse. La couleur dominante va du noir au bleu en passant par l'orange et le sable. Dans la plupart des cas, des points blancs parsèment la peau, formant parfois des lignes transversales.

## Liste des sous-espèces
Selon The Reptile Database (1 juin 2012) :
- Nephrurus levis levis De Vis, 1886
- Nephrurus levis occidentalis Storr, 1963
- Nephrurus levis pilbarensis Storr, 1963

## Alimentation
Ces geckos mangent toutes sortes d'insectes de taille appropriée. Ils chassent principalement en début de nuit.

## Reproduction
Les femelles pondent des séries de deux œufs, jusqu'à six fois dans l'été, déposés à l'abri dans des zones légèrement humides.
Les œufs incubent un peu plus de deux mois.

## Philatélie
Cette espèce est représentée sur un timbre d'Australie de 40 ¢ émis le 16 juin 1982.

## Publications originales
- De Vis, 1886 : On certain geckos in the Queensland Museum. Proceedings of the Linnean Society of New South Wales, sér. 2, vol. 1, no 1, p. 168-170 (texte intégral).
- Storr, 1963 : The gekkonid genus Nephrurus in Western Australia, including a new species and three new subspecies. Journal of the Royal Society of Western Australia, vol. 46, p. 85-90.